# Август (Саксония-Лауенбург)
Вижте пояснителната страница за други личности с името Август.
Август фон Саксония-Лауенбург (на немски: August von Sachsen-Lauenburg; * 17 февруари 1577, Ратцебург; † 18 януари 1656, Лауенбург/Елба) от род Аскани, е херцог на Саксония-Лауенбург от 1619 до 1656 г.

## Живот
Той е най-възрастният син на херцог Франц II фон Захсен-Лауенбург (1547 – 1619) и първата му съпруга принцеса Маргарета от Померания (1553 – 1581), дъщеря на херцог Филип I от Померания. По-голям полубрат е на Юлий Хайнрих (1586 – 1665).
На 42 години той последва баща си и управлява сам Саксония-Лауенбург. В тридесетгодишната война е неутрален. Той е приет в литературното общество Fruchtbringende Gesellschaft.
Аугуст е погребан в катедралата на Ратцебург, където построил собствена гробница за фамилията си.

## Фамилия
Първи брак: 5 март 1621 г. в Хузум с Елизабет София (1599 – 1627), дъщеря на херцог Йохан Адолф фон Шлезвиг-Холщайн-Готорп, с която има децата:
- София Маргарета (1622 – 1637)
- Франц Аугуст (1623 – 1625)
- Анна Елизабет (1624 – 1688)

∞ 1665 (развод 1672) ландграф Вилхелм Христоф фон Хесен-Хомбург (1625 – 1681)
- Сибила Хедвиг (1625 – 1703)

∞ 1653/4 херцог Франц Ердман фон Саксония-Лауенбург (1629 – 1666)
- Йохан Адолф (1626 – 1646)
- Филип Фриедрих (*/† 1627)

Втори брак: на 4 юни 1633 г. с Катарина (1582 – 1644), дъщеря на граф Йохан XVI фон Олденбург. Бракът е бездетен.